# Cara Santa Maria
Cara Louise Santa Maria (n. 19 de octubre de 1983) es una neurocientífica, comunicadora de ciencia, periodista, productora, presentadora de televisión y podcaster estadounidense.
De agosto de 2013 a abril de 2014 fue la copresentadora de TakePart junto con Jacob Soboroff en Pivot TV.
Desde mayo de 2013 participa ocasionalmente en el programa The Young Turks.
Actualmente presenta su podcast Talk Nerdy with Cara Santa Maria, es reportera para asuntos locales en SoCal Connected de la cadena KCET y participa en TechKnow en Al Jazeera America y en el pódcast The Skeptics' Guide to the Universe.

## Primeros años
Cara Santa Maria tiene orígenes italianos y portorriqueños.
Nació y creció en Plano, Texas (cerca de Dallas) junto con su hermana mayor en una familia de clase media. Su madre es maestra de escuela y su padre es ingeniero. Sus padres eran católicos y de adultos se convirtieron al mormonismo y educaron a sus hijas en esa religión. Los domingos acudía a misa de 3 horas, los viernes al grupo mormón juvenil y todos los días antes de ir al instituto una hora de estudio de la Biblia y el Libro de Mormón.
Sus padres se divorciaron cuando ella tenía 7 años. Su padre se volvió a casar.
A los 14 años abandonó La Iglesia de Jesucristo de los Santos de los Últimos Días y se proclamó atea. Su padre no consiguió que siguiera yendo a la iglesia y dejó de tener relación con ella durante varios años.
Su madre trabajaba en 3 empleos para salir adelante y ella le ayudaba trabajando mientras estudiaba.
En 2001 se graduó en la Plano East Senior High School tras haber atendido a la T. H. Williams High School.
En 2004 se graduó en psicología (Bachelor of Science degree) por la University of North Texas.
Impartió clases de biología y psicología a universitarios y estudiantes de instituto en Texas y Nueva York. Publicó investigaciones sobre la valoración psicológica clínica, la neurofisiología de la ceguera, técnicas de cultivo de células y neurofisiología computacional.
Comenzó un máster en neuropsicología clínica pero lo abandonó para iniciar su carrera como divulgadora.
Todos sus estudios desde la infancia los realizó en la enseñanza pública.
Compartió el premio Texas Psychology Foundation's Alexander Psychobiology/Psychophysiology Award por sus contribuciones como licenciada en la investigación de los déficits neurosicológicos en los dependientes del alcohol en una población invidente. Asistió en el desarrollo e investigación de una guías informatizadas para la gestión de estudiantes con disfunciones neurosicológicas y deficiencias visuales.

## Carrera

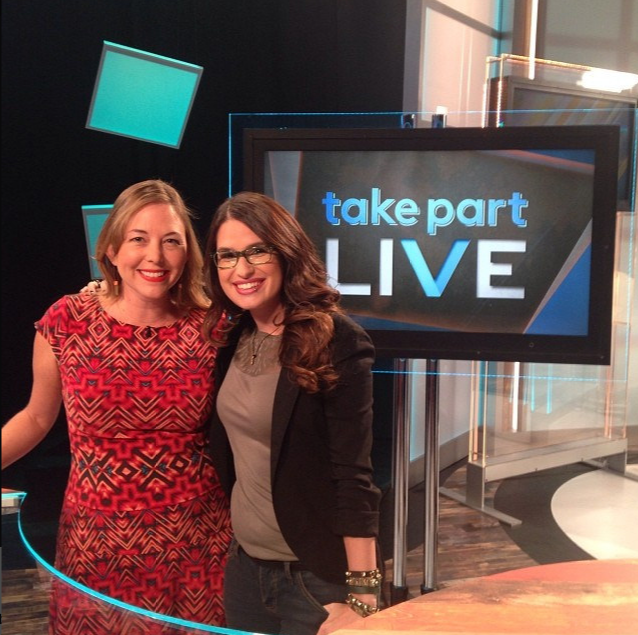
Alissa Walker (izquierda) con Cara Santa Maria (derecha).

En 2009 se mudó a Los Ángeles para comenzar su carrera como comunicadora de ciencia freelance después de haber trabajado en la universidad.
Coprodujo y presentó un programa piloto para la HBO titulado Talk Nerdy to Me que nunca se emitió. Participó en programas como Larry King Live (CNN), Geraldo at Large (Fox News), Parker Spitzer (CNN), Studio 11 (Fox LA), The Young Turks (YouTube), Attack of the Show! (G4), The War Room with Jennifer Granholm (CurrentTV), LatiNation (CBS), The Nerdist (BBC America), and SoCal Connected (KCET).
En marzo de 2010 escribió su primer blog para el The Huffington Post y desde enero de 2012 fue corresponsal de ciencia y presentó la videoserie Talk Nerdy to Me.

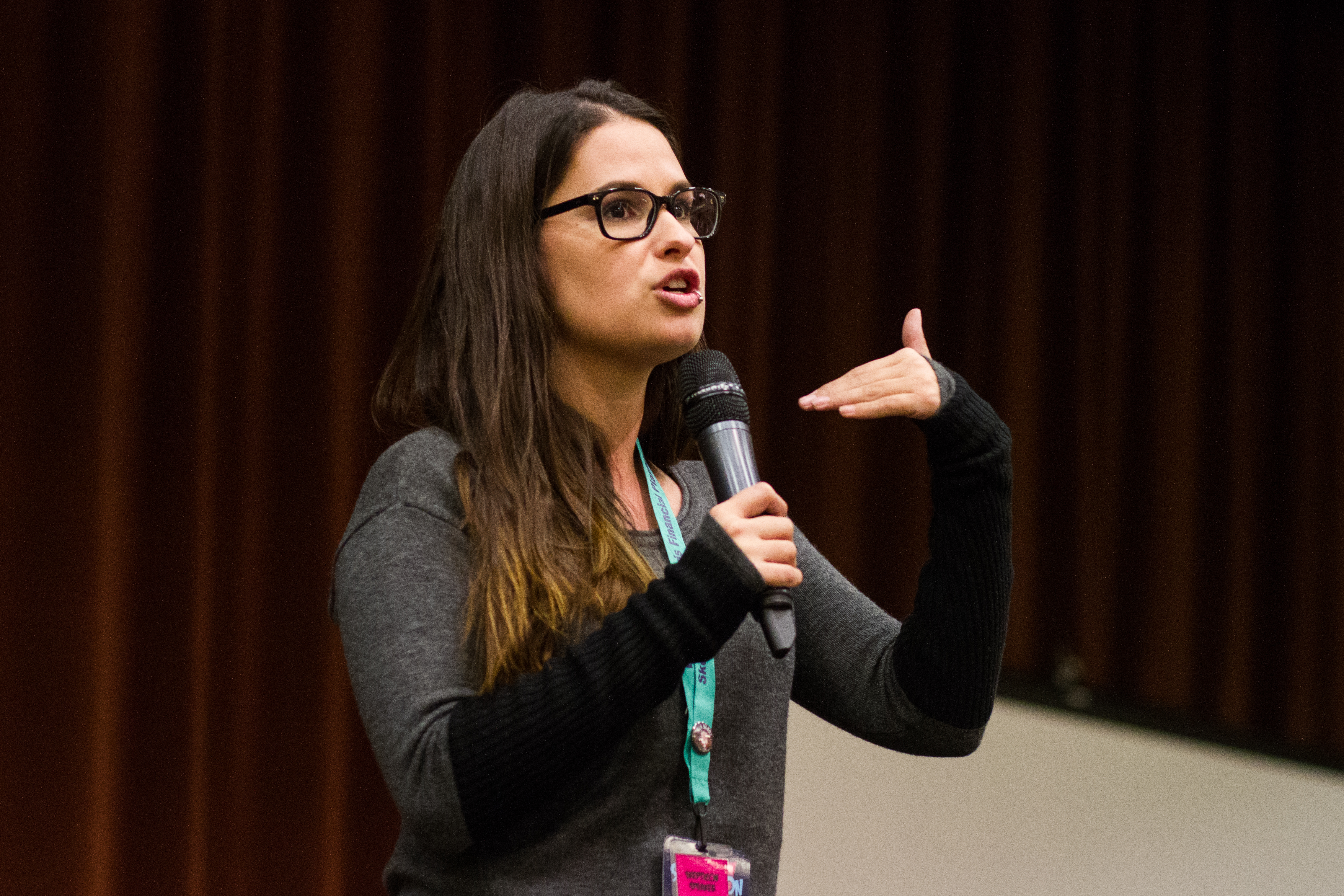
Cara Santa Maria en el Skepticon en noviembre de 2014.

Presentó el programa de televisión Hacking the Planet y The Truth About Twisters en The Weather Channel, y TechKnow en Al Jazeera America.
Presentó el programa Take Part Live en el canal de televisión Pívot TV).
Participa regularmente en programas populares de YouTube como FanWars de Stan Lee, Tabletop de Wil Wheaton y The Point.
Fue entrevistada por Scientific American, The Times de Londres y el Columbia Journalism Review.
Participó como invitada en podcasts como The Nerdist Podcast, Point of Inquiry y The Joe Rogan Experience.
Tras ser entrevistada en el podcast de Joe Rogan recibió un aluvión de mensajes en las redes sociales animándola a crear su propio podcast.
En marzo de 2014 inició su podcast Talk Nerdy with Cara Santa Maria. Sus invitados suelen pertenecer al ámbito de la ciencia, tecnología, ingeniería y matemáticas, aunque también pueden ser personas de los nuevos medios de comunicación y de la cultura pop. Los temas de conversación también versan sobre política y ateísmo.
Escribió el prólogo del libro Fighting God: An Atheist Manifesto for a Religious World del activista ateo David Silverman.
El 18 de julio de 2015 y durante la grabación del episodio 524 del podcast The Skeptics' Guide to the Universe en el The Amaz!ng Meeting se anunció que Cara Santa Maria se unía al podcast como miembro permanente en sustitución de Rebecca Watson. Desde esa fecha participa semanalmente en el pódcast.
En julio de 2015 fue nombrada corresponsal de Real Future para el canal de televisión Fusion.

## Vida personal

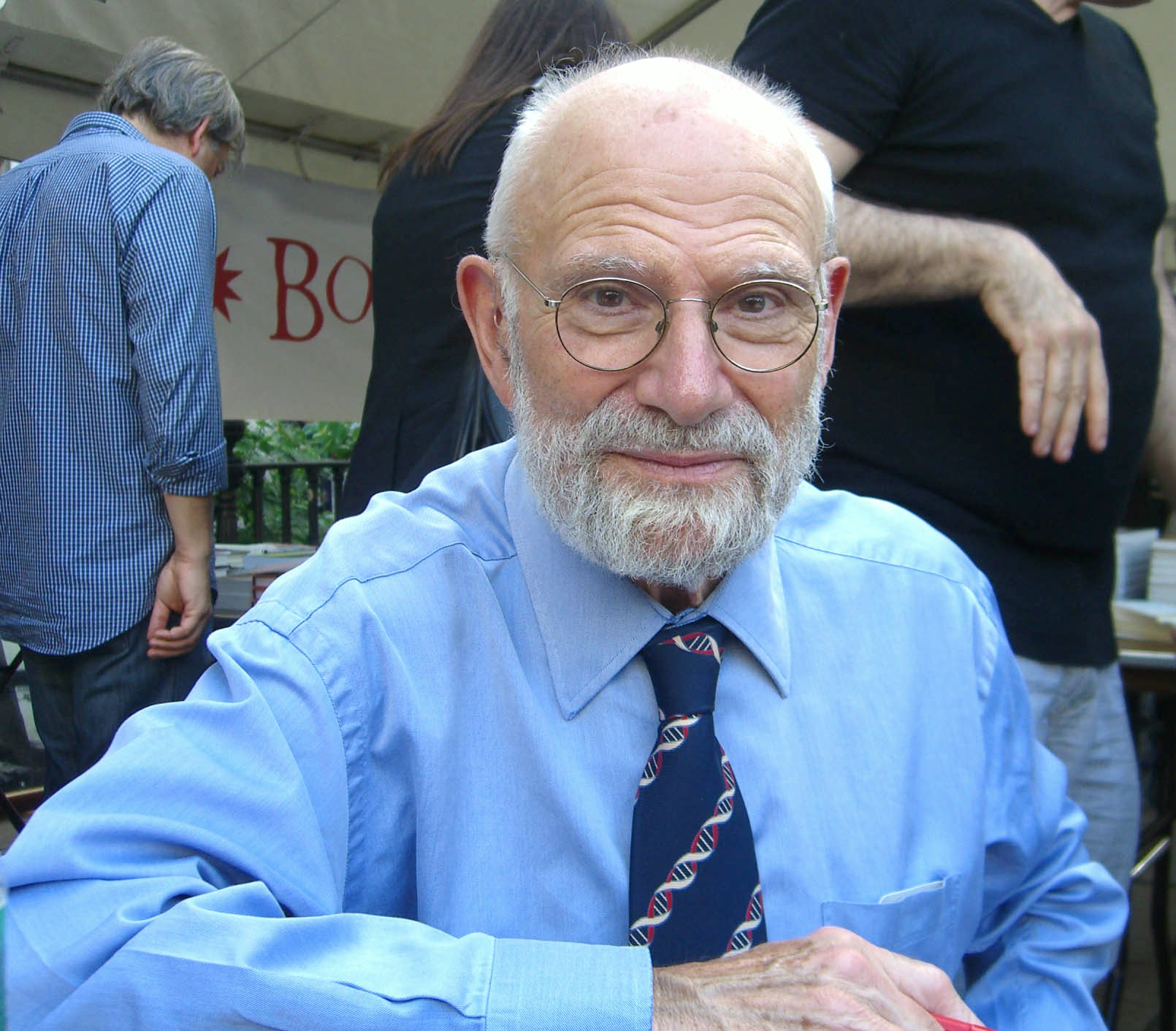
Oliver Sacks.

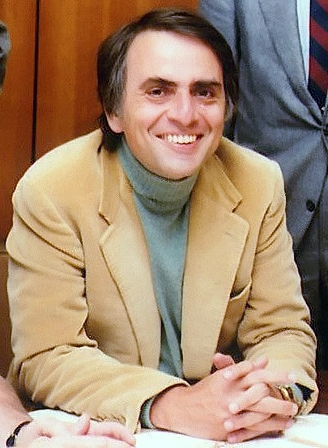
Carl Sagan.

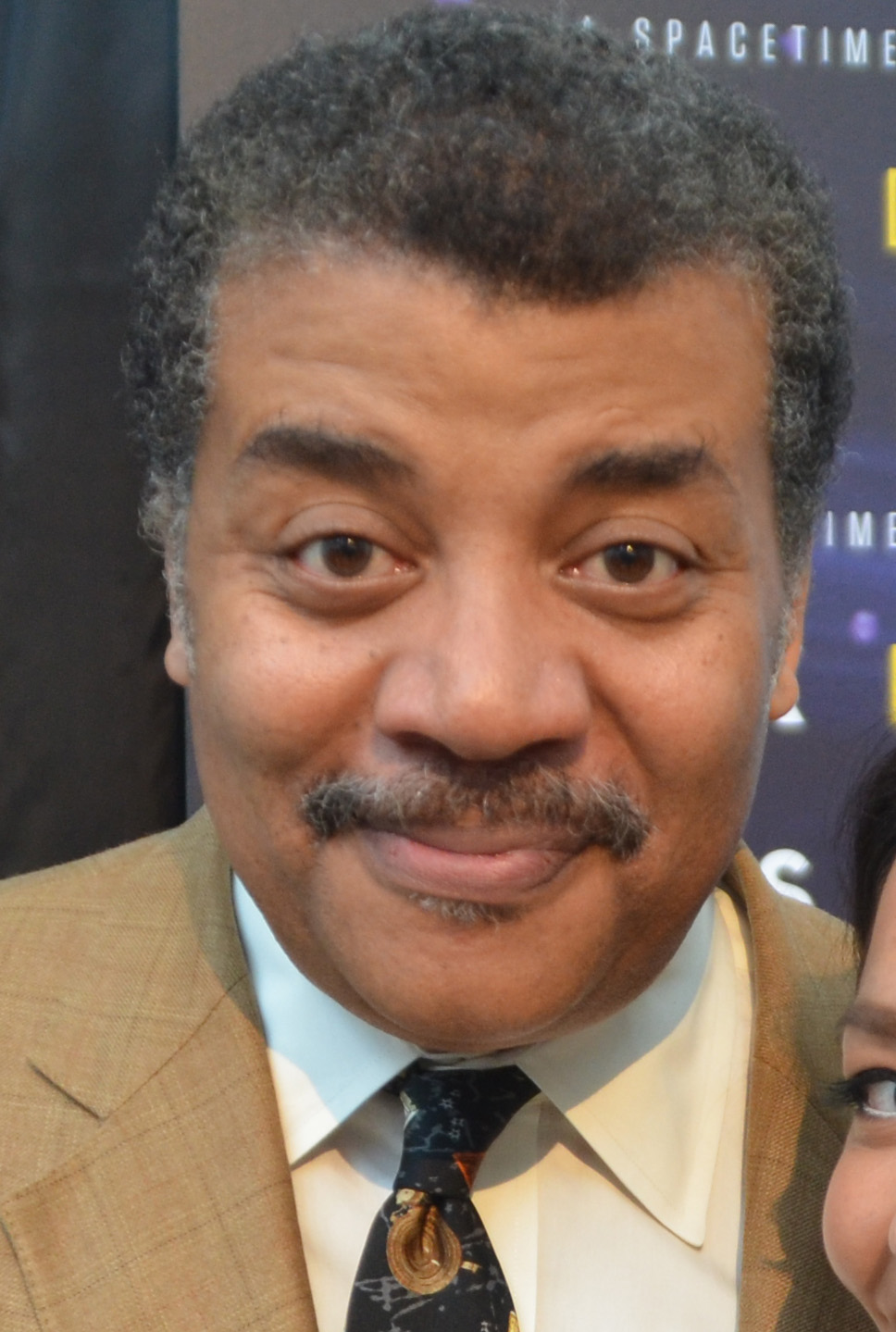
Neil deGrasse Tyson en 2014.

De joven solía llevar el pelo corto y se lo teñía de colores inusuales. En la adolescencia tuvo una época en la que vestía de punk-rock con pelos de punta, un piercing en el labio y una pinta como la de Avril Lavigne.
A los 16 años se fue a estudiar a un college y se independizó.
Tenía la intención de estudiar para ser cantante de jazz. A los 16 años participó en las audiciones preliminares de la segunda temporada de American Idol. Pasó 4 pruebas no emitidas y llegó a actuar frente al jurado formado por Simon Cowell, Paula Abdul y Randy Jackson. La descalificaron porque dijeron que a pesar de que les gustaba cómo cantaba y cómo vestía, no estaba preparada para las cámaras.
Desde entonces impartió multitud de cursos y mejoró su asertividad y relación con las cámaras.
Es una gran conversadora que habla muy rápido y es capaz de hacerlo en un registro académico, divulgativo o coloquial.
El neurólogo, psiquiatra y escritor Oliver Sacks fue quien la apasionó por la neurociencia. Aunque no le conoció personalmente leyó todos sus libros y fue la mayor influencia en su carrera. Carl Sagan también le influyó en su amor por la ciencia y el pensamiento crítico.
Es una apasionada de la paleontología. En el antebrazo derecho lleva un tatuaje del dinosaurio volador Archaeopterix lithographica. En el costado izquierdo lleva tatuada una cita de Carl Sagan que dice:

‘We are a way for the cosmos to know itself.‘
‘Somos una forma del cosmos para conocerse a sí mismo.'

En 2011 dejó de fumar. No bebe alcohol y le encanta la Coca-Cola Clásica.
Colecciona calcetines.
En 2012 admitió que de joven tomó drogas como LSD (unas 5 veces), éxtasis (unas 10 veces) y GHB (una vez).
Desde la infancia tiene diagnosticada depresión clínica que le viene de familia. Desde los 6 años estuvo acudiendo a terapia. Durante años tuvo un bloqueo mental por el que rechazaba tomar medicación porque pensaba que era para la gente que estaba muy loca.
En 2007 comenzó un tratamiento farmacológico y una vez que le ajustaron la medicación tuvo un momento de epifanía en el que se dio cuenta de que la mejora en su calidad de vida la podría haber tenido muchos años antes.
Toma antidepresivos a diario para evitar los episodios depresivos. Lo comenta siempre que puede para quitar el estigma, la culpa y la vergüenza de las enfermedades mentales y para que sean percibidas como otra enfermedad más. Dice que las enfermedades mentales no son enfermedades de la voluntad sino que son enfermedades biológicas.
Políticamente se define como progresista independiente liberal y está a la izquierda de los demócratas estadounidenses. Es partidaria de un sistema nacional de salud universal.
Es atea y contraria a las religiones.
Está a favor de la modificación genética aplicada a los alimentos. Rechazó una oferta para realizar un programa patrocinado por Monsanto porque acabaría con su neutralidad e independencia como periodista y porque estaba en contra de algunas políticas sociales de la empresa.
Tuvo una relación sentimental con el comentarista político Bill Maher desde 2009 a 2011. Bill Maher la impulsó y apoyó para que iniciara una carrera como divulgadora científica en los medios audiovisuales.
En su separación influyeron las creencias pseudocientíficas y las teorías conspirativas de Bill Maher.
El astrofísico y divulgador Neil deGrasse Tyson la apoyó en sus inicios como divulgadora científica por lo que Cara Santa Maria lo considera su mentor. Actualmente son amigos.
Desde 2015 conduce un coche totalmente eléctrico Chevrolet Spark EV.

## Cine y televisión
Participó como actriz en:
- 2012 Fan Wars (Serie de TV) Actuó como jurado en el episodio The Avengers vs. The Justice League (2012).
- 2014 Chaotic Awesome (Serie de TV) Episodio #1.12 (2014)
- 2014 Math Bites (Serie de TV) Actuó como cantante de Boogie-Woogie en el episodio  Binary Numbers (2014).[25]

En julio de 2015 recibió el premio Los Angeles Area Emmy Awards por un reportaje emitido por SoCal Connected titulado Natural History Museum's Citizen KCET Science Insect Labeling Project.
En julio de 2016 recibió el premio Los Angeles Area Emmy Awards por un reportaje emitido por SoCal Connected de la  KCET.